# Parafia św. Jana Chrzciciela w Adamowie
Parafia Świętego Jana Chrzciciela w Adamowie – jedna z 12 parafii dekanatu Starachowice-Południe diecezji radomskiej.

## Historia
- Wioska Adamów została założona w 1906 i włączona przez bp. Stefana Zwierowicza do parafii Krynki. W 1983 została włączona do nowej parafii Styków. Parafia w Adamowie została erygowana 1 lutego 1987 przez bp. Edwarda Materskiego z wydzielonego terenu parafii Styków. Kościół według projektu arch. Zdzisława Sabatowskiego wybudowany został w 1986 staraniem ks. Jana Lipca. Kościół jest murowany z cegły czerwonej.

## Terytorium
- Do parafii należą tylko mieszkańcy Adamowa.

## Proboszczowie
- 1984 - 1991 - ks. Jan Lipiec
- 1991 - 2001 - ks. Stanisław Staniek
- 2001 - 2007 - ks. Andrzej Madej
- 2007 - nadal - ks. Andrzej Janusz Bartosiński